# Lim Young-woong
Lim Young-woong (임영웅?, 林英雄?, Im Yeong-ungLR, Im YŏngungMR; Pocheon, 16 giugno 1991) è un cantante sudcoreano.
Ha esordito nel 2016 con il singolo Hate You, e ottenuto la notorietà quattro anni dopo vincendo il talent show Nae-ir-eun Mister Trot.

## Biografia
Nato a Pocheon il 16 giugno 1991, inizia a cimentarsi con il trot dopo aver vinto un concorso canoro. La sua decisione di intraprendere la carriera musicale viene ulteriormente cementata dal premio all'eccellenza ricevuto alla gara canora Jeon-guk noraejarang (Korea Sings) nel 2016, in seguito al quale firma un contratto con la Mulgogi Music. Il 6 agosto 2016 pubblica il suo primo singolo Hate You, seguito il 2 gennaio 2017 da What's So Important?. A fine 2018 esce un album di medley realizzato insieme al collega Park Seo-jin, intitolato Newness of Trot. La popolarità dell'opera nelle aree di servizio gli vale il soprannome di "idolo delle tangenziali".
Nel 2020 vince il talent show Nae-ir-eun Mister Trot trasmesso su TV Chosun, ottenendo un contratto di management con New Era Project della durata di un anno e mezzo. Per il suo primo singolo dopo la vittoria, Trust in Me, gli vengono assegnati un Melon Music Award e un Genie Music Award alla miglior canzone trot. Viene inoltre indicato dal settimanale Sisa Journal come una delle persone più influenti in Corea del Sud grazie al successo ottenuto con Mister Trot e alla presenza in campo pubblicitario, e tra i cento leader della nuova generazione.
Nel 2021 il singolo My Starry Love è il suo primo pezzo a raggiungere la vetta della Circle Chart, mentre il suo album di debutto Im Hero, uscito il 2 maggio 2022, esordisce direttamente in cima alla classifica sudcoreana e vende oltre un milione di copie in un mese.

## Discografia

### Album in studio
- 2018 – Newness of Trot (con Park Seo-jin)
- 2022 – Im Hero

### Singoli
- 2016 – Hate You
- 2017 – What's So Important?
- 2018 – Elevator
- 2018 – Not by Stairs, But by Elevator
- 2020 – Hero
- 2021 – My Starry Love
- 2021 – Love Always Runs Away (per la colonna sonora di Sinsa-wa agassi)
- 2016 – Our Blues, Our Life

## Filmografia
- Baramgwa gureumgwa bi – serial TV, episodio 11 (2020) – cameo

## Riconoscimenti
- APAN Music Award
  - 2020 – Top 10 (Bonsang)[19]
  - 2020 – Candidatura Miglior solista uomo (globale)[20]
  - 2020 – Candidatura Premio star KT Seezn – cantanti[20]
- Asia Artist Award
  - 2020 – Trot dell'anno[21]
  - 2020 – Premio popolarità (trot)[21]
  - 2020 – AAA Hot Issue Award (trot)[21]
  - 2021 – Trot dell'anno[22]
  - 2021 – Premio popolarità solisti uomini[23]
  - 2021 – Premio popolarità U+Idol Live (cantanti)[24]
  - 2021 – Miglior colonna sonora per Love Always Runs Away[25]
- The Fact Music Award
  - 2020 – Premio popolarità trot[26]
  - 2020 – Premio best ads.[26]
  - 2021 – Artista più votato[27]
  - 2021 – Premio popolarità trot[27]
  - 2021 – Premio best ads.[27]
- Circle Chart Music Award
  - 2021 – Premio scelta globale (uomini)[28]
- Genie Music Award
  - 2020 – Artista dell'anno[29]
  - 2020 – Miglior canzone trot per Trust in Me[29]
- Golden Disc Award
  - 2021 – Miglior trot[30]
- Korean Popular Culture and Arts Award[31]
  - 2020 – Encomio del Ministero della cultura, degli sport e del turismo
- Melon Music Award
  - 2020 – Top 10 artisti[13]
  - 2020 – Miglior trot per Trust in Me[13]
  - 2020 – Hot Trend Award[13]
  - 2021 – Miglior solista uomo[32]
  - 2021 – Top 10 artisti[32]
- Seoul Music Award
  - 2021 – Miglior trot[33]
  - 2021 – Premio popolarità[33]
  - 2022 – Bonsang[34]
  - 2022 – Premio popolarità[34]
  - 2022 – Miglior trot[34]
  - 2022 – Miglior colonna sonora per Love Always Runs Away[34]
- Soribada Best K-Music Award[35]
  - 2020 – Bonsang
  - 2020 – Premio popolarità trot
- Trot Award[36]
  - 2020 – Miglior nuovo artista uomo
  - 2020 – Premio K-Trotainer
  - 2020 – Premio Stella globale
  - 2020 – Premio Cantante trot votato dagli adolescenti
  - 2020 – Premio Star digitale
  - 2020 – Premio popolarità (uomini)